# Tian-ti-chiao

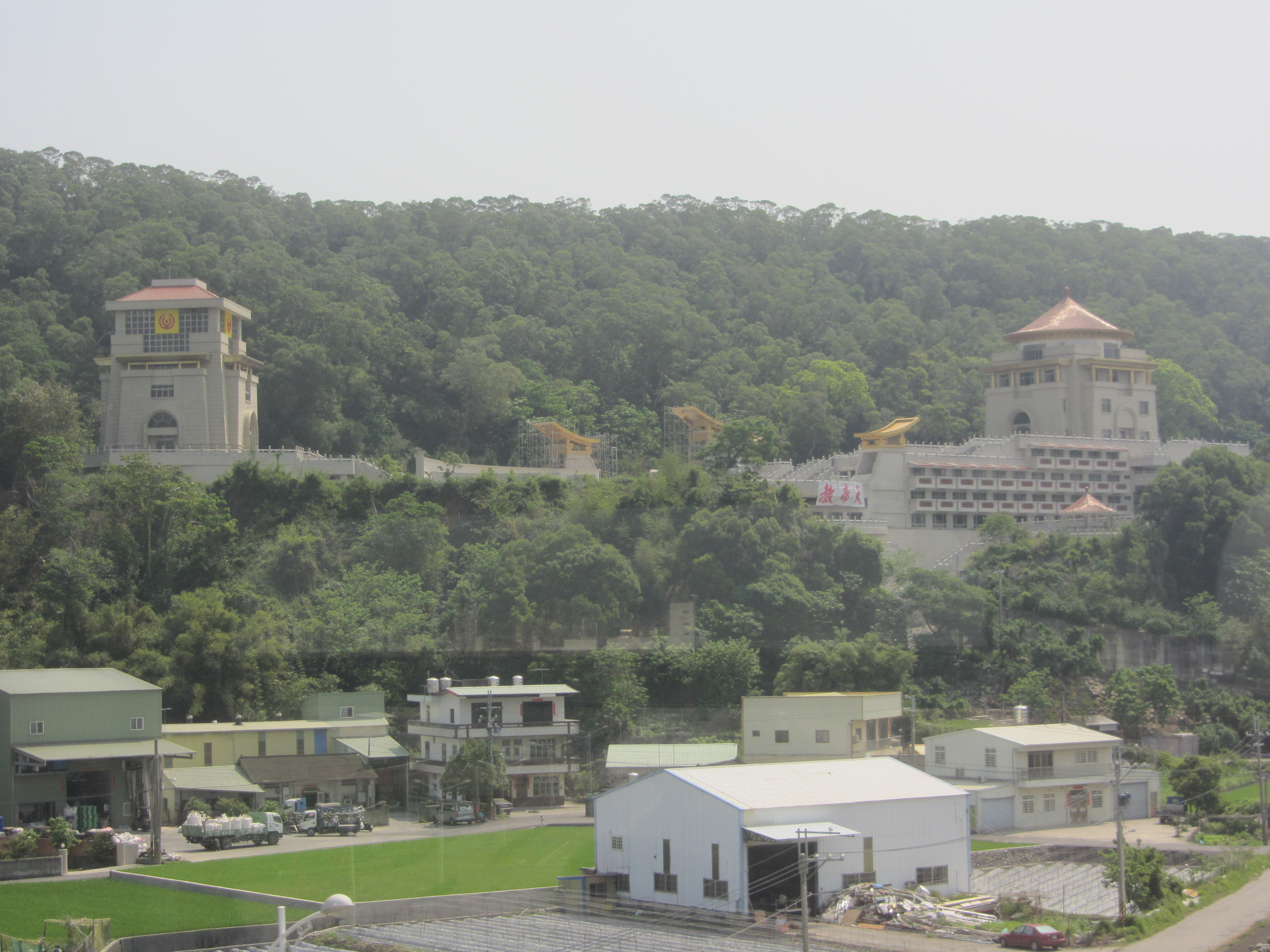
El Emperador del Cielo enseña el Templo Taoísta Tianan Taihe

Tian-ti-chiao (literalmente: Religíon del Emperador Celestial), doctrinalmente, es una religión sincretista. Se encuentra enmarcada dentro del conjunto de religiones denominadas Xiantian Dao (en chino, 先天道; pinyin, Xiāntiān Dào; literalmente, ‘Camino del Cielo Primordial’), escisión de la rama Tien-te Sheng-chiao.

## Características
Tiene elementos cristianos, tales como la estructura y organización jerárquica, tomados de la organización de la Iglesia católica. 
También son características la creencia en un solo Ser Supremo Tian Di (o Tiandi), el Tao como figura de Dios, creador del hombre, dotándole de libertad. Posee otros aspectos doctrinales propiamente chinos: virtudes confucianas, adivinación o médiums, poder magnético de la mente humana, mesianismo y milenarismo. 
Une o armoniza ciencia y meditación, dando prioridad a esta última, espíritu proselitista, poder curativo Qì.

## Política
En el aspecto político intenta esta religión la liberación de China del sistema comunista, quizá por esta razón de mirar más hacia China que hacia Taiwán, tenga menos seguidores que la rama Yīguàn Dao.

## Calificación
Es calificada como auténtica religión y no como secta, diferenciándose claramente del Budismo, Taoísmo y Confucianismo, debido a sus aspectos ya señalados: soteriológicos, escatológicos y mesiánicos de altruismo universal. Con todo, el número de fieles de la misma ha ido creciendo considerablemente en los últimos años. 

## Historia
Menos conocida, sobre todo fuera de Taiwán, que la del Yīguàn Dao. Surgió en China, su fundador fue Li-Ya-jie (1901-1994), cuyo nombre religioso era Ji-chu Han-jin Lao-ren, nació en Shanghái, fue miembro de la "Sociedad de la Virtud Celestial" (Tien-te Sheng-chiao) desde el año 1930, extendiendo y predicando esta religión por toda China, mediante la filosofía de la religión y el cultivo de las virtudes tradicionales. 
En 1937 marchó a vivir a la montaña Hua, Pico del Oeste, en Shensi, como ermitaño con toda su familia, tuvo una experiencia mística y recibió un mensaje de Tiandi, El Señor de lo Alto, Emperador Celeste. 
Tuvo otra experiencia mística durante la guerra chino-japonesa en el río Amarillo, sintiéndose llamado a ser salvador de China y de toda humanidad.
Llegó a Taiwán en 1949, escribió artículos proféticos sobre la situación política. En 1968 fue a Japón a enseñar y a traducir a aquella lengua su mensaje del Emperador Celeste para salvar al mundo. Fundó, también, la Sociedad de Investigación de Filosofía de la Religión. En 1980 aparece ya establecida oficialmente esta nueva religión.
- Datos: Q6680092
- Multimedia: Tiandiism / Q6680092